# Asociación Deportiva El Tránsito
L'ADET était un club de football salvadorien basé à La Libertad, fondé en 1974 et disparu en 2001.
Le club participe à de nombreuses reprises à la première division salvadorienne. Il réalise sa meilleure performance lors de l'année 2000, où il se classe deuxième du Tournoi de clôture.